# Kot Abdul Malik
Kot Abdul Malik (Urdu کوٹ عبدالمالک) ist eine Stadt im Distrikt Sheikhupura in der Provinz Punjab in Pakistan.

## Bevölkerungsentwicklung
| Zensusjahr | Einwohnerzahl |
| ---------- | ------------- |
| 1998       | 63.525        |
| 2017       | 143.434       |